# Pozycja krótka
Pozycja krótka (ang. short position) – na rynku finansowym oznacza zawarcie transakcji mającej na celu osiągnięcie zysku w przypadku spadku cen danego instrumentu finansowego. Jej odwrotnością jest pozycja długa.
W przypadku gdy inwestor posiada już pozycję długą i zajmuje pozycję krótką w tym samym instrumencie finansowym to następuje ich kompensacja, przez co w ujęciu netto: zajmuje on mniejszą pozycję długą, zajmuje on pozycję krótką lub też nastąpiło całkowite zamknięcie pozycji.

## Przykłady pozycji krótkiej
- Pozycja krótka w akcjach – inwestor może zająć pozycję krótką poprzez pożyczenie akcji, a następnie sprzedaż ich na rynku z zamiarem odkupienia ich i oddania w przyszłości.
- Pozycja krótka z wykorzystaniem kontraktów terminowych – inwestor może zająć pozycję krótką w różnego rodzaju instrumentach bazowych poprzez zobowiązanie się do sprzedaży ich w przyszłości (sprzedając kontrakt terminowy).
- Pozycja krótka w opcjach – inwestor może zająć pozycję krótką poprzez sprzedaż (wystawienie) opcji kupna lub zakup opcji sprzedaży.

## Profil zysku i strat posiadacza krótkiej pozycji
- Posiadacz pozycji krótkiej zyskuje w momencie, gdy cena instrumentu finansowego w którym zajął krótką pozycję spada (np. spadek ceny akcji, spadek ceny obligacji, spadek ceny kontraktu terminowego, spadek ceny opcji).
- Posiadacz pozycji krótkiej traci w momencie, gdy cena instrumentu finansowego w którym zajął krótką pozycję rośnie (np. wzrost ceny akcji, wzrost ceny obligacji, wzrost ceny kontraktu terminowego, wzrost ceny opcji).

## Pozycja krótka a krótka sprzedaż
Pojęcie krótka sprzedaż stosowane jest tylko w zakresie papierów wartościowych, natomiast pojęcie pozycji krótkiej jest pojęciem szerszym. Pojęcie pozycji krótkiej obejmuje zarówno papiery wartościowe jak i instrumenty finansowe nie będące papierami wartościowymi.